# کوین زشیمر
کوین زشیمر (انگلیسی: Kevin Zschimmer؛ زادهٔ ۳ مارس ۱۹۹۳) بازیکن فوتبال اهل آلمان است.
از باشگاه‌هایی که در آن بازی کرده‌است می‌توان به باشگاه فوتبال هالشر اشاره کرد.
زشیمر در سال 2011 با هالشر اف سی قرارداد امضا کرد، در حالی که در تیم جوانان هامبورگر اس وی حضور داشت و اولین بازی خود در لیگ 3 را در اکتبر 2012 انجام داد. او در جولای 2013 هاله را ترک کرد و با VfR Neumünster قرارداد امضا کرد.